# Belle al bar
Belle al Bar és una pel·lícula de comèdia italiana del 1994 dirigida, escrita i protagonitzada per Alessandro Benvenuti.

## Argument
Leo és un restaurador d'art obsessiu en un matrimoni infeliç. Mentre treballa fora de casa, s'ensorra i és ajudat per una bella dona. Es desperta i troba que la persona que el va cuidar era el seu cosí Giulio, ara una prostituta transgènere anomenada Giulia. Quan els dos es tornen a connectar, la Giulia confessa que sempre ha estat enamorada de Leo, mentre que en Leo comença a enamorar-se de la Giulia.

## Repartiment
- Alessandro Benvenuti: Leo
- Eva Robin's: Giulia/Giulio
- Assumpta Serna: Simona
- Andrea Brambilla: Guido
- Pietro Ghislandi: porter de l'hotel

## Recepció
Malgrat la seva estrena nadalenca, la pel·lícula va ser un fracàs en la taquilla.

## Reconeixements
- 1995 - David di Donatello
  - Nominació com a Millor guió a Alessandro Benvenuti, Ugo Chiti, Nicola Zavagli
- 1995 - Nastro d'argento
  - Millor argument per Alessandro Benvenuti, Ugo Chiti, Nicola Zavagli.[3]
  - Candidatura a Millor actriu protagonista a Eva Robin's
  - Candidatura a Millor actor no protagonista a Andrea Brambilla
- XVI edició de la Mostra de València: Palmera de Plata a la millor pel·lícula.[4]